# ジャンバッティスタ・ピットーニ
ジャンバッティスタ・ピットーニ (伊: Giambattista Pittoni、ヴェネツィア、1687年6月20日 - ヴェネツィア、1767年11月17日,（ユリウス暦））は、イタリアのバロックを代表する芸術家、ロココ様式の先駆けとなった画家ともされる。

## 略歴
ヴェネツィアに生まれた。叔父の画家、フランチェスコ・ピットーニに弟子入りし、20代半ばにはその評判は叔父を超えることになった。ロココ様式の先駆けとなった画家である。宗教や歴史、神話を題材に描いた。
1750年に46人の芸術家と	「ヴェネッタ絵画、彫刻、建築アカデミー」(Veneta Pubblica Accademia di Pittura, Scultura e Architettura)の創立メンバーとなり、このアカデミーは後に「ヴェネツィア美術アカデミー」(Accademia di Belle Arti di Venezia)となった。初代会長にはジョヴァンニ・バッティスタ・ピアッツェッタがなったが、ピットーニは1758年から1760年の間会長を務めた。

## 作品

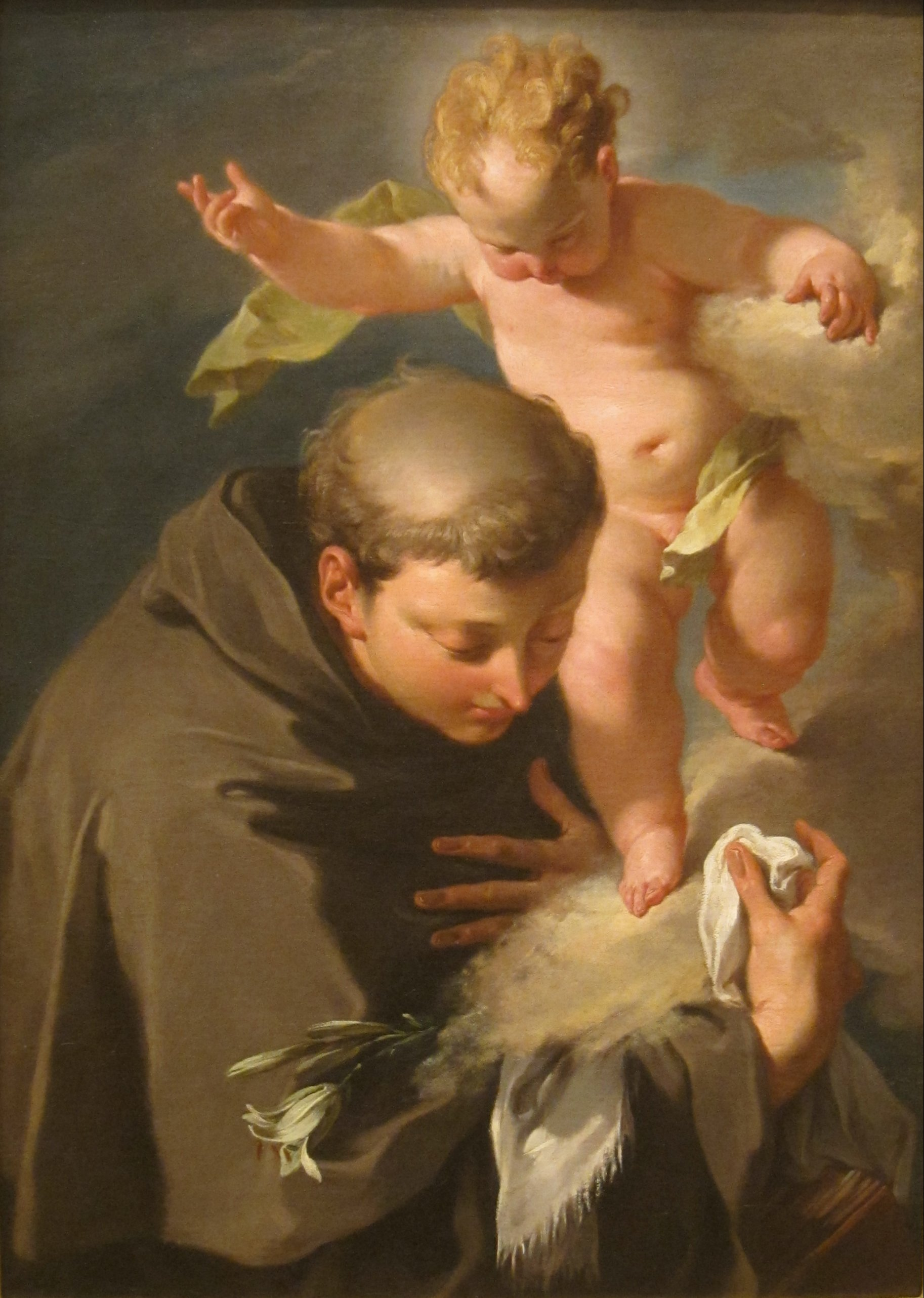
パドヴァのアントニオ
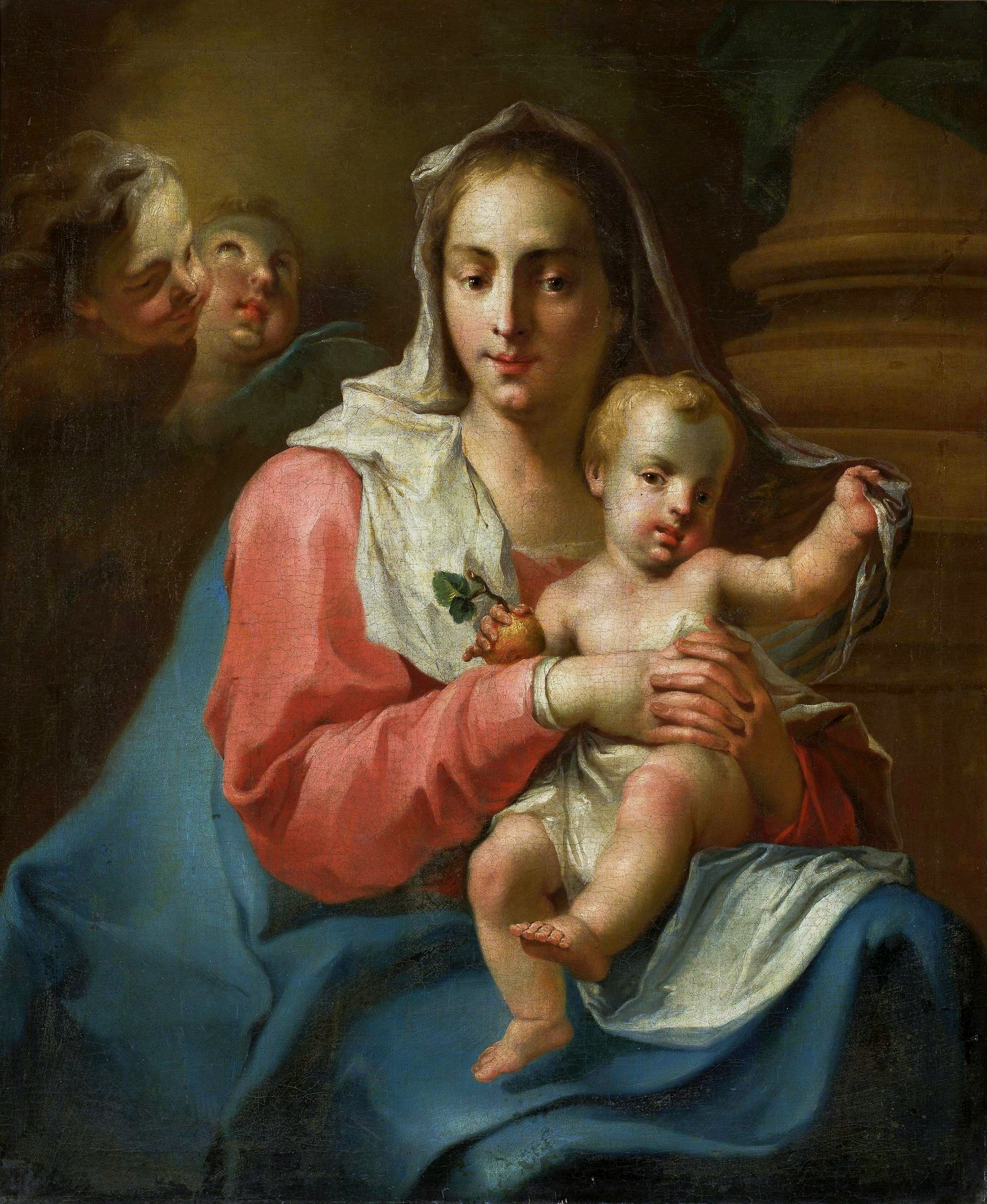
「2人の天使と聖母子」

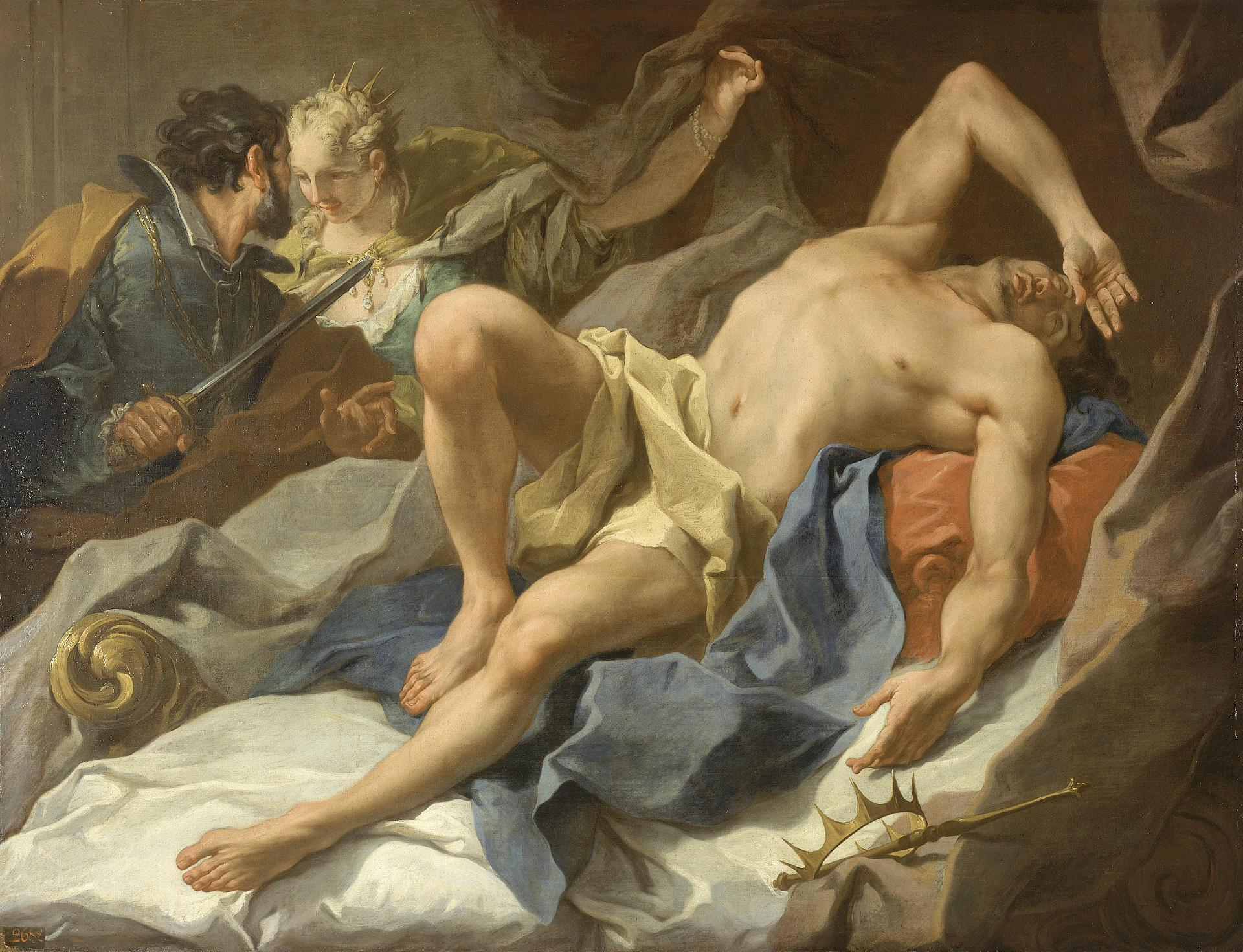
「カンダウレス王の死」
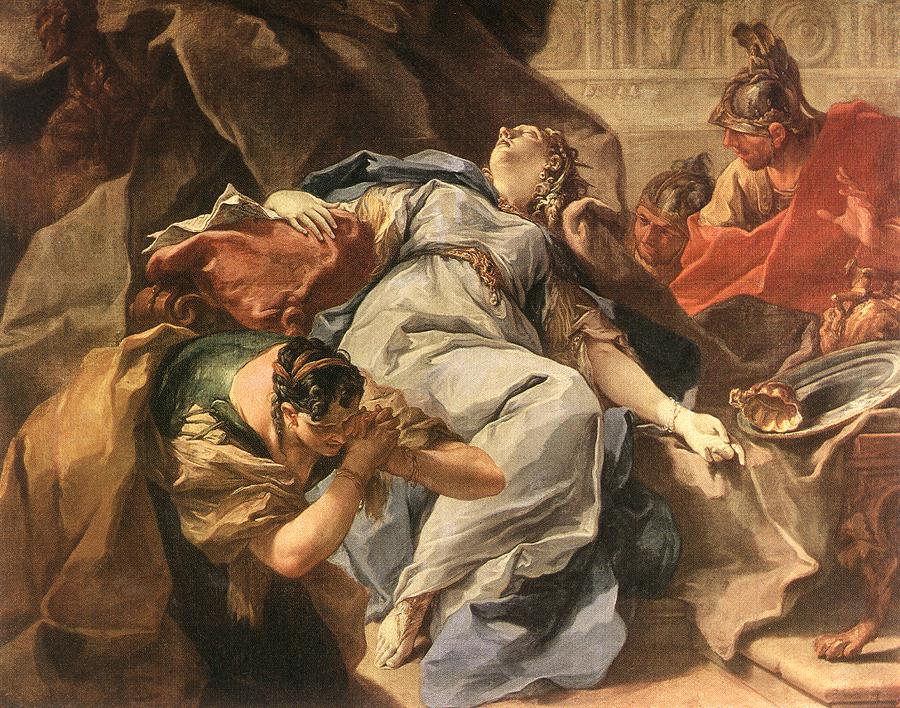
「ソフォニスバの死」
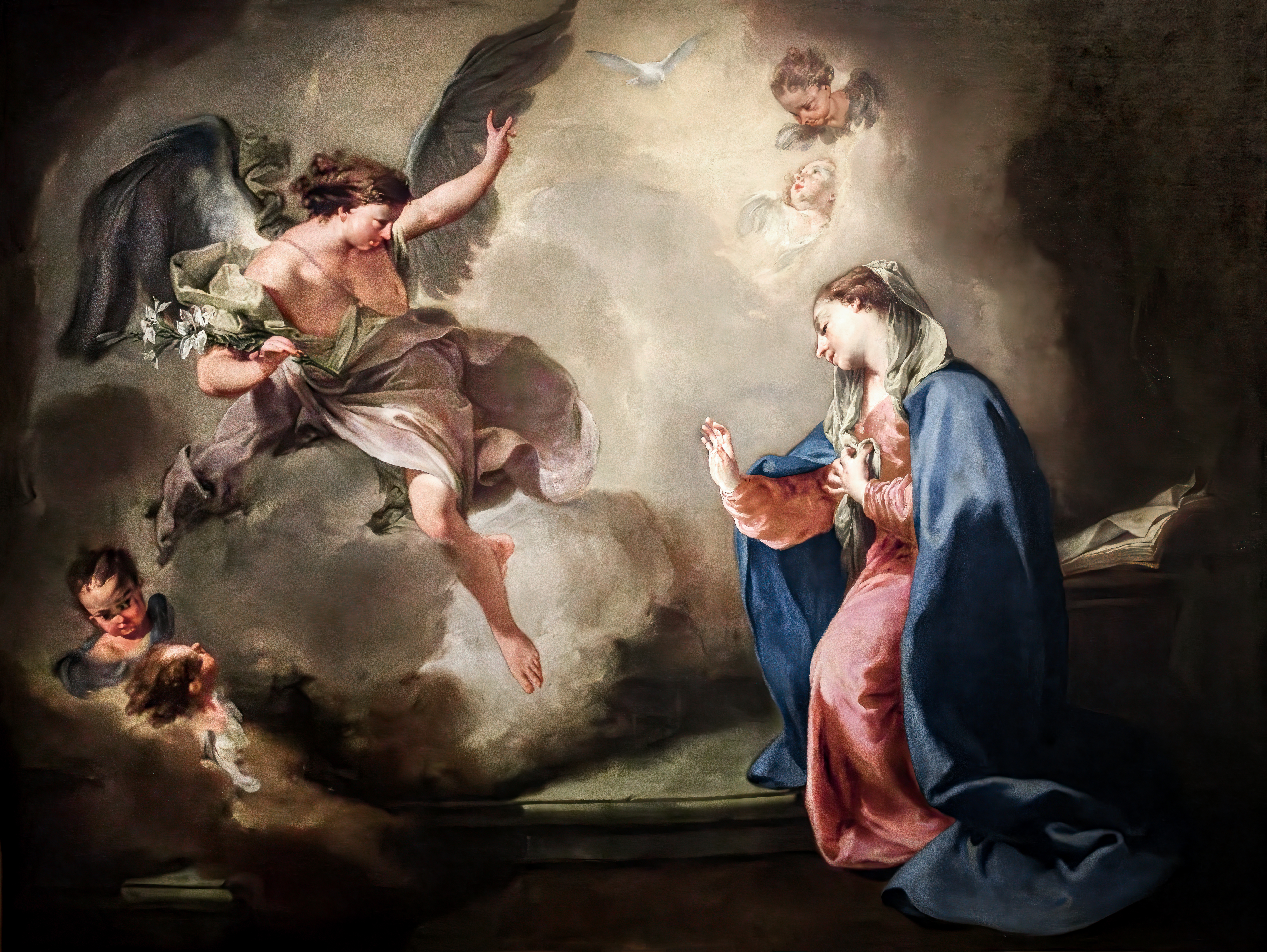
「受胎告知」